# Anna Freud
Anna Freud (Viena, 3 de desembre de 1895 – Londres, 9 d'octubre de 1982) va ser una psicoanalista austríaca naturalitzada britànica, sisena i última filla de Sigmund i Martha Freud. Nascuda a Viena, va seguir el camí del seu pare i va contribuir al camp de la psicoanàlisi en els nadons, de la qual se la considera fundadora.
Juntament amb Melanie Klein, pot ser considerada la fundadora de la psicologia infantil psicoanalítica: com va reconèixer el seu pare, l'anàlisi de la psicologia infantil havia rebut un fort impuls a través de la "tasca de Frau Melanie Klein i de ma filla, Anna Freud"'. En comparació amb el seu pare, la seva feina va posar èmfasi en la importància del jo i la seva capacitat de ser entrenat socialment.